# Abrogarea în Coran

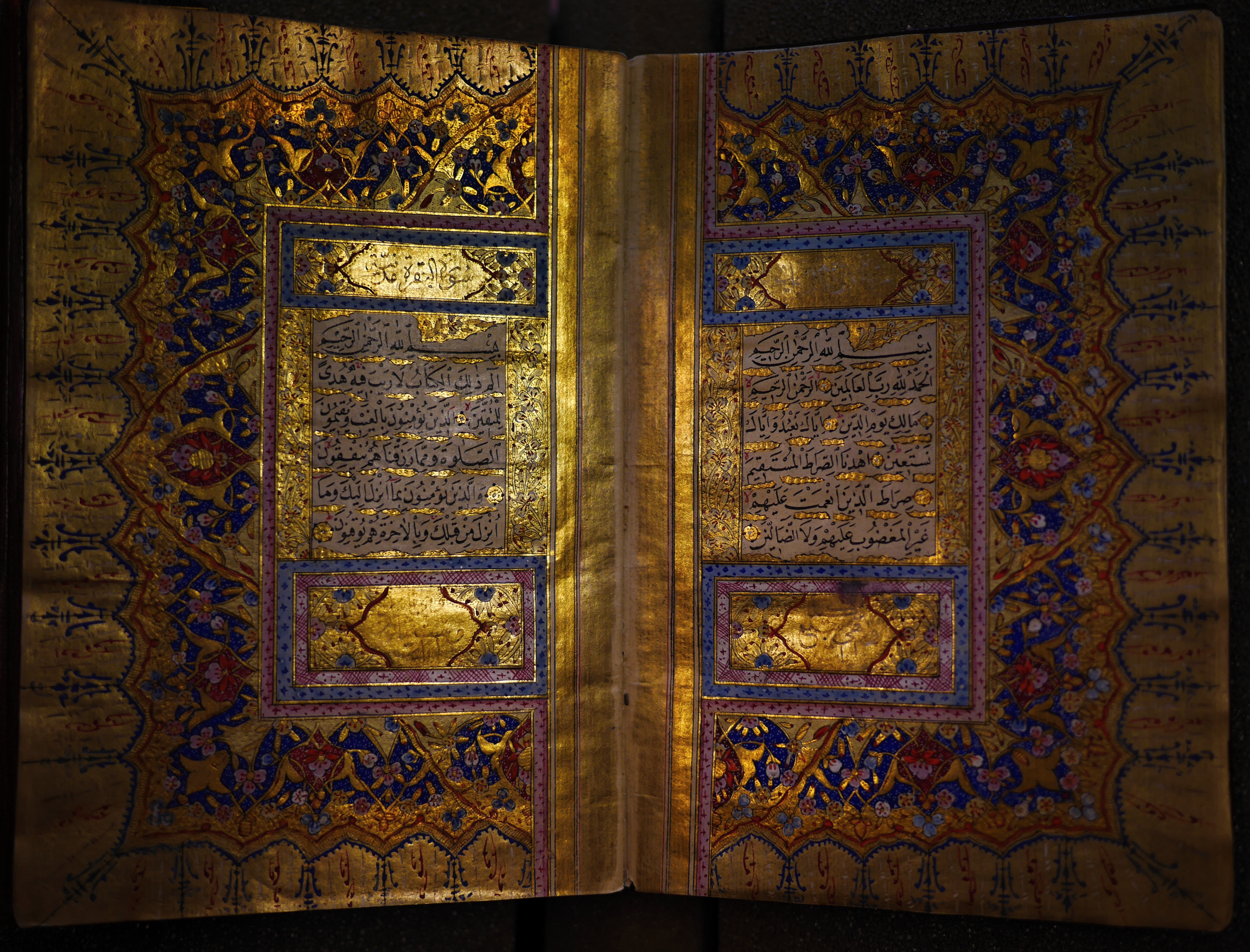
Coranul cel Sfânt

Abrogarea în Coran reprezintă un element ce ține de interpretarea Coranului de către teologii musulmani. Prin abrogare, unele versete din Coran își pierd efectul legislativ fiind înlocuite de alte versete coranice. Înlocuirea versetelor nu se produce fizic, textul coranic rămânând intact, dar în interpretarea Coranului se ține cont de sistemul de abrogare care diferă în funcție de școlile de jurisprudență islamică. Există referiri în câteva hadith-uri despre abrogarea unor versete coranice, unde se spune că aceste versete abrogate nu mai există în Coran, dar aceste hadith-uri nu au o credibilitate solidă.
Procesul abrogării ridică probleme de interpretare a textului coranic cu care exegeții musulmani se confruntă și naște contradicții în acest sens. Datorită faptului că textul coranic reprezintă o sursă primară alături de hadith pentru legislația islamică, în urma abrogării apar schimbări ale normelor și legilor aparținătoare Șariei în funcție de ce școală de jurisprudență islamică aparțin teologii respectivi.
Abrogarea nu apare doar în islam. Ea există și în iudaism și creștinism. Unii exegeți pretind că Noul Testament a abrogat Vechiul Testament, la fel cum Coranul a abrogat Biblia.

## Definiție
Abrogarea – în arabă al-naskh (الناسخ), este un proces prin care conținutul sau sensul unui verset coranic este schimbat sau anulat de un alt verset coranic. Ca urmare, din punct de vedere al legislației islamice, valoarea legislativă a versetului abrogat (mansukh) este anulată, iar versetulul abrogant (naskh), oferă un nou sens legislativ.
- Abrogat – în arabă mansukh (منسوخ), este „ceva devenit invalid sau ceva ce a fost schimbat”.[3]

- Abrogant- în arabă naskh (ناسخ) reprezintă „un lucru ce schimbă un alt lucru, sau îl face invalid”.[3]

## Originea abrogării
Abrogarea își are originile în câteva versete coranice precum și în anumite hadith-uri, în acest fel, acest proces este justificat din punct de vedere al dogmei islamice.
În Coran
În textul coranic, ideea abrogării apare în versetele: Sura 2, 106; Sura 3,7; Sura 13, 39;  Sura 16, 101, Sura 22, 52. Aceste versete sunt: 
- „Dacă Noi anulăm un verset sau îl facem uitat, aducem altul mai bun decât el sau asemenea lui. Nu știi că Allah este cu putere peste toate?” (Sura 2, 106).[5]                             În cadrul acestui verset prin „Noi anulăm” se înțelege „Noi schimbăm sau Noi înlocuim versetele sau prescripțiile lor”.[6] În Coran se folosește pronumele „Noi” pentru a arăta măreția lui Allah Unicul. În limba română veche „noi” era folosit ca plural de majestate atribuit unei singure persoane pentru a-i scoate în evidență suveranitatea.[7]
- „El este Acela care ți-a pogorât Cartea. În ea sunt versete deslușite - și ele sunt temeiurile Cărții - și altele nedeslușite. Cei cu înclinare [către rătăcire] în inimi le urmăresc pe acelea în care este nedeslușire, în căutarea vrajbei și în căutarea tâlcuirii lor. Dar nu cunoaște tâlcuirea lor decât Allah. Aceia care sunt înrădăcinați în știință spun: „Noi credem în ea; toate sunt de la Domnul nostru!” Dar nu cugetă asfel decât cei dăruiți cu judecată.” (Sura 3, 7).[5]
- „Allah șterge sau întărește ceea ce voiește și la El se află mama Cărții.” (Sura 13, 39).[5] „Mama Cărții” se referă la Tabla păstrată sau știința divină.[8] (Vezi Coran)
- „Când Noi înlocuim un semn cu un alt semn - și Allah știe mai bine ceea ce pogoară! – ei zic: „Tu ești numai un născocitor!” Însă cei mai mulți dintre ei nu pricep.” (Sura 16, 101).[5] „Tu esti numai un născocitor!” se referă la faptul că ei născocesc minciuni împotriva lui Allah, din pricina ignoranței lor.[9]
- „N-am trimis Noi mai înainte de tine nici un mesager și nici un profet care să fi recitat [ceea ce i-a fost lui revelat], fără ca Șeitan să nu fi încercat să arunce [îndoială] în privința recitării sale. Însă Allah nimicește ceea ce Șeitan aruncă, apoi Allah întărește versetele Sale, căci Allah este Atoateștiutor, Înțelept.” (Sura 22, 52).[5]

În Hadith

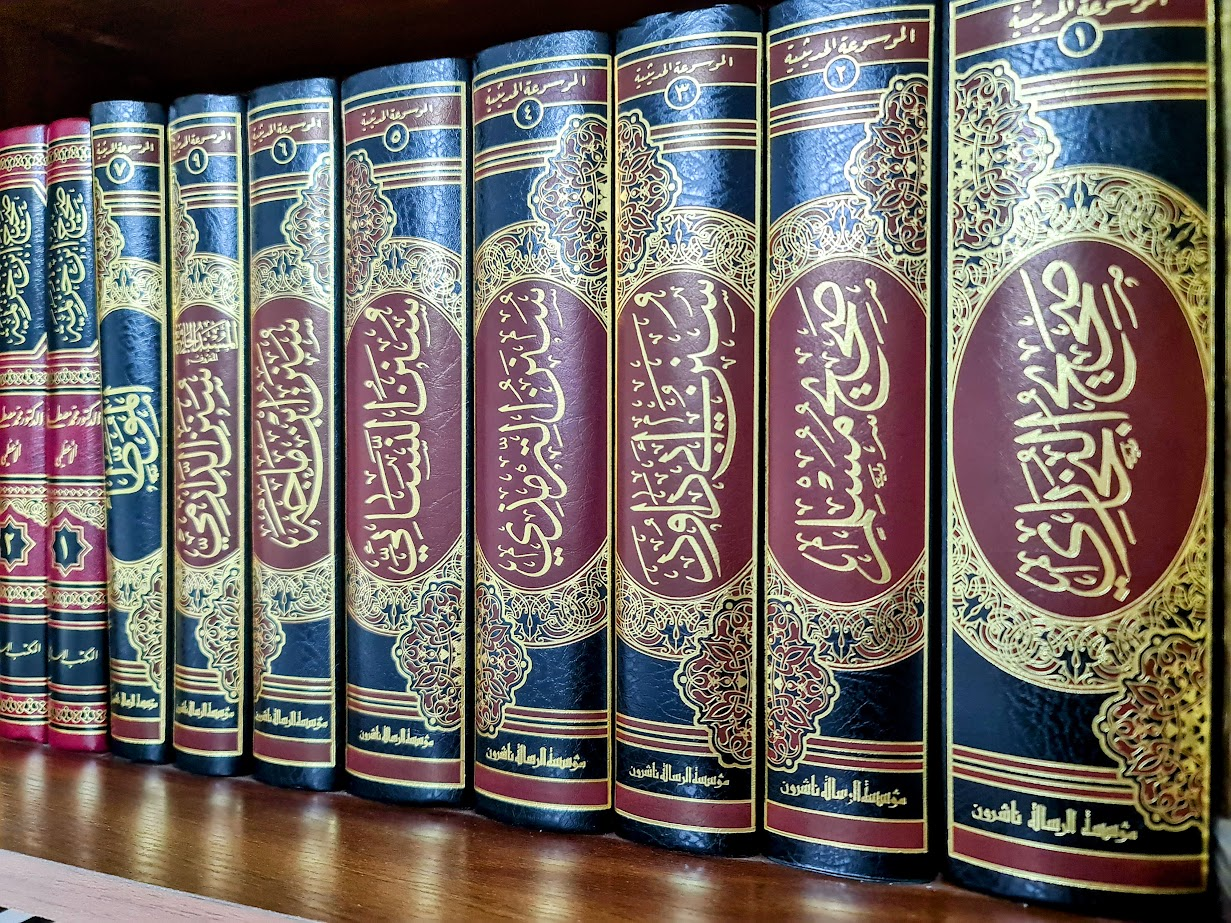
Cărți Hadith

Hadith-urile despre abrogare sunt reduse. Unele dintre acestea au o credibilitate scăzută, adică lanțul cronologic este întrerupt sau incomplet. Alte hadith-uri intră în contradicție cu textul coranic. (Vezi Hadith).
- Aisha: „Un verset interzicea existența a zece rude adoptive și acest verset a fost abrogat mai târziu de un verset care interzicea cinci rude adoptive”.[10] Hadith-ul este catalogat ca fiind autentic dat fiind faptul că Aisha este naratorul său, însă conținutul acestui hadith nu se află în concordanță cu textul coranic, în Coran neexistând niciun verset asemănător cu cel prezent în acest hadith.[11]
- Abu Umamah ibn Sahl ibn Hunayf: „Unii oameni au dorit să recite o anumită sură în timpul rugăciunii de noapte, dar nu și-au putut-o aminti. Când au spus acest lucru Profetului, el a zis: A fost anulată noaptea trecută”.[11] Acest hadith are o credibilitate scăzută dat fiind faptul că „naratorul s-a născut cu doi ani înainte de moartea Profetului”. Teologii musulmani au convenit că acesta nu a avut cum să intercepteze un hadith direct de la Profetul Muhammad și că acest hadith are alte surse care nu au fost dezvăluite.  Așadar, acest hadith este „munqati” – deconectat, rupt de lanțul cronologic pe care trebuie să îl parcurgă un hadith ca să fie considerat credibil.[11]
- Abu Musa al-Ash’ari: „ A venit o sură ca și Sura al-Bara’ah dar a fost ridicată mai târziu”.[12]  Sura al- Bara’ah este Sura 9 – At-Tawba. Lanțul cronologic al acestui hadith este considerat de teologi ca fiind unul slab.[12]
- Mujahid ibn Jabr: „ Sura al-Ahzab a avut aceeași întindere ca Sura al-Baqara, sau mai mare”[12]. Lanțul cronologic al acestui hadtih este considerat ca fiind unul puternic, iar autenticitatea hadith-ului este solidă. Totuși, unii teologi musulmani sunt sceptici cu privire la acest hadith din cauza ambiguității sale.[12]
- „Ubayy ibn Ka’b l-a întrebat pe Zirr ibn Hubaysh cum a recitat Sura al-Ahzab. El a răspuns: „ În șaptezeci sau șaptezeci și una de versete”. Ubayy a spus: „Prin Dumnezeu, a coborât la Profet; a fost (Sura al-Ahzab) ca și Sura al-Baqara, sau mai mare”.[13]  Acest hadith are 2 lanțuri cronologice. Unul dintre acestea este considerat de teologi ca fiind autentic. În Coran, Sura al-Baqara cuprinde 286 de versete, iar Sura al-Ahzab, 73 de versete.[5]
- Aisha: „Sura al-Ahzab, așa cum a fost recitată în timpul vieții Profetului, cuprindea 200 de versete. Când Uthman [ibn Affan] a pregătit copiile [oficiale] ale Coranului, a scris-o (Sura al-Ahzab) cu numărul curent de versete”.[14] Hadith-ul este considerat ca fiind slab, din cauza unor naratori din lanțul cronologic.[14]
- Abdullah ibn Mas’ud: „Un verset a fost revelat Profetului și l-am scris în copia mea a Coranului. Într-o dimineață, am găsit locul în care am scris, șters. Când i-am spus Profetului despre acest lucru el a întrebat: Nu știi că a fost ridicat ieri?”.[15] Acest hadith este suspendat din punct de vedere tehnic din cauza unei discrepanțe în lanțul cronologic al hadith-ului.[15]
- „Odată Profetul a condus rugăciunea de dimineață și a omis un verset în recitare. Ulterior, Ubayy ibn Ka’b l-a întrebat: „ O, Profet al lui Allah. A fost abrogat un verset particular sau ai fost determinat să îl uiți? Profetul a răspuns: Am fost determinat să îl uit”.[16] Hadith-ul are o credibilitate ridicată din punctul de vedere al lanțului cronologic și al naratorilor cuprinși în acesta. Totuși, există o problemă legată de conținutul hadith-ului . Unii învățați consideră că răspunsul Profetului este destul de clar în sensul uitării recitării versetului. Așadar în opinia acestora, nu abrogării i se datorează lipsa versetului ci a „simplei alunecări a minții”.[16]

## Abordări cu privire la abrogare
Exegeții musulmani nu au un punct comun în ceea ce privește sistemul abrogării. Astfel că pe baza ariei de cuprindere, abordările despre abrogare se împart în patru ramuri:
1. Învățații musulmani cu vechime ce consideră că unele versete din Coran abrogă alte versete din Coran, dar nu toate depind de același set de versete abrogate și abrogante.[17]
2. Învățații musulmani ce sunt de părere că  Coranul poate fi abrogat la fel de bine cum Coranul poate abroga Sunnah (faptele sau exemplele lui Muhammad) și invers.[17]
3. Învățații musulmani care susțin că Coranul abrogă toate scripturile anterioare în special scripturile trimise lui Moise și Iisus, dar care consideră că Coranul nu poate fi abrogat.[17]
4. Învățații musulmani, în special cei din perioada recentă care nu cred deloc în conceptul abrogării.[17]

## Motivele abrogării
În perioada timpurie a islamului, societatea islamică a avut nevoie de anumite schimbări sociale, politice, schimbări ale  stilului de viață, lucruri ce trebuiau să fie schimbate gradual. Abrogarea a avut un impact în acest proces al schimbării, în sensul că într-o perioadă, anumite lucruri au fost permise urmând ca mai apoi să fie respinse. Un exemplu este practicarea jihadului (aici în sensul de război ) care în perioada formării islamului în special în perioada medineză, a fost promovat de către Profet. Ulterior, societatea islamică deja formată și dezvoltată, nu a avut acealeași necesități ca în perioada incipientă, astfel abrogarea a intervenit asupra măsurilor deja existente. Învățații musulmani admit faptul că în perioada de evoluție a islamului, societatea islamică a parcurs „circumstanțe speciale ce a cerut regului speciale, de acomodare, adaptate la situațiile predominante, iar aceste reguli au fost abrogate în momentul în care aceste circumstanțe au dispărut”. Un alt motiv al abrogării ar fi o încercare pentru primii adepți ai islamului , de a vedea odată cu  apariția abrogării, dacă aceștia rămân loiali credinței lor sau sunt dezorientați de dubii și scepticism. În felul acesta, s-a format „un grup testat și purificat format din bărbați și femei ce se supuneau poruncilor lui Allah și a trimisului Său”.
Musulmanii din actualitate se simt inconfortabil când li se cere să explice abrogarea . În acest sens, exegetul musulman Abdul Majid Daryabadi în lucrarea sa „Tafsir” răspunde: 
- Nu există nimic rușinos în doctrina anumitor legi, temporare sau locale, să fie înlocuite sau abrogate de alte legi, permanente  și universale și adoptate de același Legiuitor, mai ales în cursul promulgării acestei legi. Cursul Revelației Coranice a fost cunoscut treptat. A fost necesari aproximativ 23 de ani pentru a completa și finaliza legislația. Nu este de mirare că anumite legi minore, indiscutabil tranzitorii, au fost înlocuite de altele de durată și eterne... Cu toate acestea, trebuie să fie înțeles în mod clar că doctrina abrogării se aplică doar „legii” și chiar și aici, celor de importanță minoră sau secundară. Credințe , articole de credință, principii de drept, narațiuni, îndemnuri, percepte morale și adevăruri spirituale – niciuna dintre acestea nu reprezintă un subiect supus abrogării sau anulării.  Așadar o altă motivație pentru abrogare este dată de efortul teologilor musulmani de a constitui legislația islamică.[18]

## Versete abrogate și versete abrogante în Coran

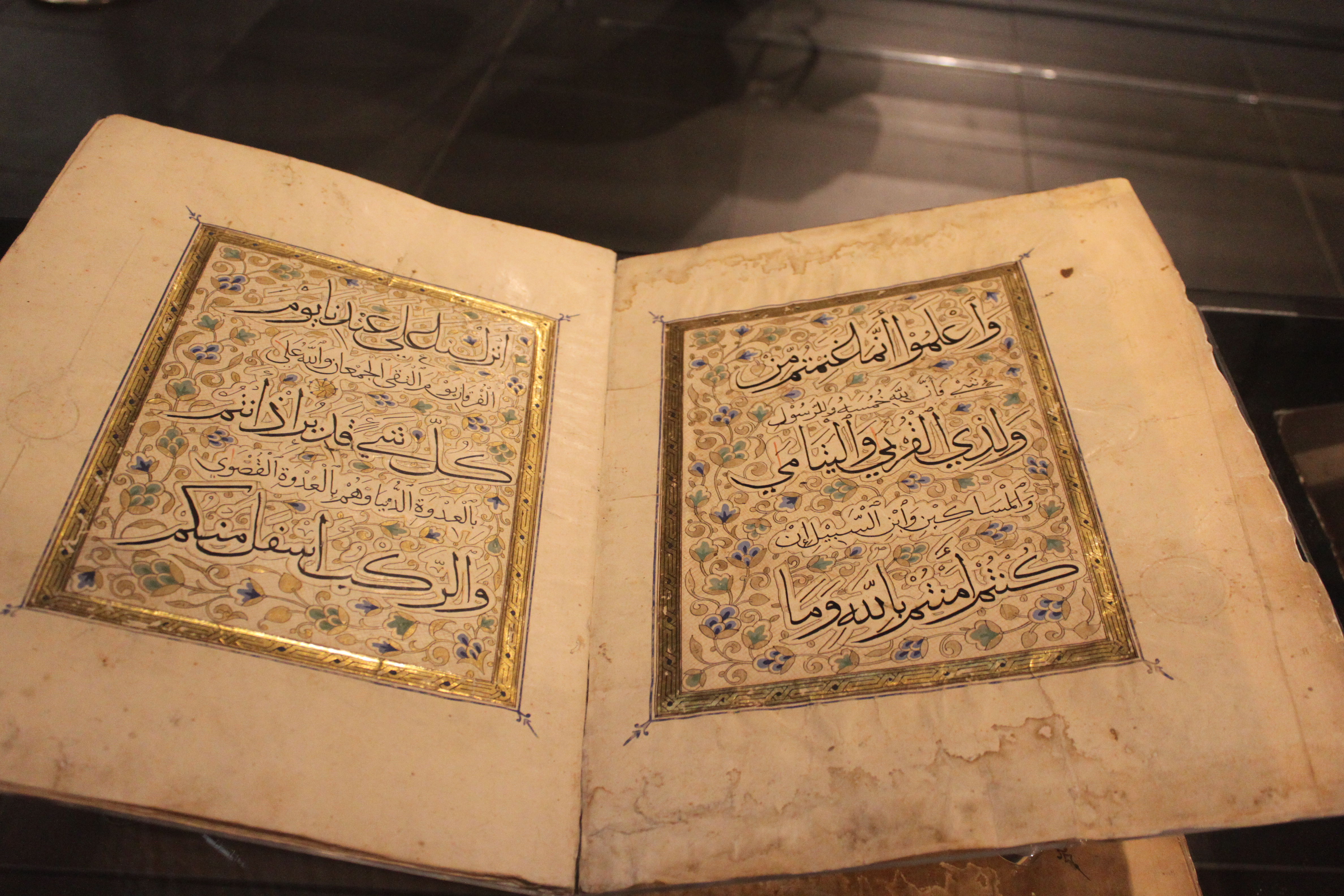
Scriere în Coran

Versetele abrogate și versetele abrogante din Coran diferă în funcție de școala de jurisprudență islamică de care aparține sistemul de abrogare. Așadar numărul versetelor abrogate și abrogante diferă, precum și versetele în sine.  
Versetul „sabiei” (Sura 9, 5) este considerat ca fiind cel mai important verset abrogant, însă numărul de versete abrogate de acesta diferă.  
- „Iar când se vor încheia lunile cele sfinte, atunci omorâți-i pe idolatri oriunde îi aflați! Prindeți-i, împresurați-i și întindeți-le lor orice cursă! Însă dacă ei se căiesc, împlinesc Rugăciunea [As-Salat] și achită Dania [Az-Zakat], atunci dați-le lor drumul, căci Allah este Iertător, Îndurător!” ( Sura 9, 5).[5]

- Se pretinde că versetul 9:5 a abrogat 113 versete coranice ce conțin învățături cu privire la răbdare și perseverență, iertare și toleranță în momente de adversitate și greutăți. Ibn Hazm (d. 320 A.H.) susține că 214 versete au fost abrogate, Abu Ja’far al-Nahhas (d. 377 A.H.) 134 verste,  Ibn Salmah (d. 410 A.H) 213 versete, Al-Baghdadi (d. 429 A.H.) 134 versete, Ibn Barakat (d. 520 A.H.) 210 versete, Ibn ’Arabi (d. 543 A. H.) 21 versete, Ibn al-Jawzi (d. 597 A.H.) 246 versete și Al-Suyuti (d. 911 A.H.) 21 de versete. Conform lui Shah Waliullah (d. 1763 C.E)  sunt doar 5 versete abrogate.[19]

* Această enumerație ilustrează foarte clar că percepțiile cu privire la abrogarea din textul coranic sunt diferite și face ca subiectul abrogării să rămână într-o dispută continuă.
Abu Gaafer Al-Nahas și mulți alți învățați musulmani menționează că în textul coranic abrogarea există în 71 de sure din totalul de 114. Desigur, în unele sure , există doar câteva versete abrogate.  